# Annei
Imperador An'nei (安寧天皇, Annei-tennō), também conhecido como shikitsuhikotamatemi no Mikoto; foi o 3º imperador do Japão, na lista tradicional de sucessão.
No Kojiki e no Nihonshoki constam registrados apenas seu nome e genealogia. 
Algumas fontes afirmam que o Imperador Annei era o filho mais velho outras que era o único filho do Imperador Suizei. Antes de sua ascensão ao trono, ele era conhecido como o príncipe Shikitsu-hiko Tamatemi no Mikoto (磯城津彦玉手看尊).
Segundo os registros Jien Annei governou a partir do Palácio de Ukena-no-Miya em Katashiro na Província de Yamato.
Este imperador teve seu nome póstumo, que literalmente significa "tranquilidade estável". É indiscutível que essa identificação seja do budismo chinês, o que sugere que o nome deve ter sido regularizado séculos após a morte de An'nei, possivelmente durante o tempo em que as lendas sobre as origens da dinastia Yamato foram compiladas como crônicas conhecidas hoje como o Kojiki.
O lugar de seu túmulo imperial (misasagi) é desconhecido. O Imperador An'nei é tradicionalmente venerado num memorial no santuário xintoísta de Nara. A Agência da Casa Imperial designa este local como seu mausoléu.
An'nei reinou de 549 a.C. a 511 a.C..